# Khemanit Jamikorn
Khemanit Jamikorn (tiếng Thái: เขมนิจ จามิกรณ์, phiên âm: Khe-ma-nít Cha-mi-con, sinh ngày 27 tháng 05 năm 1988) còn có nghệ danh là Pancake (แพนเค้ก), là một nữ diễn viên, người mẫu và ca sĩ người Thái Lan. Cô thắng cuộc thi Siêu mẫu Thái 2004 và thắng Model of the World 2004 tại Trung Quốc.

## Tiểu sử
Năm 16 tuổi, cô đã chiến thắng cuộc thi Siêu mẫu Thái Lan, cùng năm đó nhận giải Best model trong cuộc thi Miss Model of the World tổ chức ở Trung Quốc. Ngoài sự nghiệp người mẫu, Pancake còn rất thành công khi lấn sân sang diễn xuất với nhiều bộ phim đình đám như: Cuộc chiến sắc đẹp; Độc kế (Buang Rai Pai Ruk); Duyên tiền định (Pleng Ruk Kaam Pob)…
Ở Thái, hình ảnh của Pancake luôn phủ sóng dày đặc trên truyền hình, tạp chí và sự kiện thời trang. Cô cũng được giới truyền thông ưu ái xưng tụng là "Nữ hoàng quảng cáo" khi liên tiếp là gương mặt đại diện cho nhiều thương hiệu tầm cỡ như Toyota, Samsung, Coca Cola, Cannon, EOS, Sunsilk, NetDesign, Dentyne Xylitol,…
Cô từng lọt vào danh sách Những phụ nữ gợi cảm nhất trên thế giới do tờ FHM phiên bản Thái bình chọn và là một trong số ít nghệ sĩ Thái Lan được dựng tượng ở bảo tàng Madame Tussauds.

## Các bộ phim đã từng tham gia
Pancake began acting in the Thai lakhon industry in 2005 when she was barely seventeen. Her latest one, Rak Re, has not yet been released.

### Phim điện ảnh
| Năm  | Tựa                                   | Vai   | Đóng với         |
| 2012 | ศีล 5 ตอน รัก-พบ-แรก                    | Pan   | Nitit Warayanon  |
| 2015 | Pae Happy She Ta Yoe                  | Pesuk | Jitpanu Klomkaew |
| 2020 | Phachmar Sawangkata                   | Pjmar | Charlie Trairat  |
|      | Six Characters in Search of an Author |       |                  |

### Phim truyền hình
| Năm         | Phim                                            | Tựa tiếng Anh                        | Vai                                     | Đài       | Đóng với                                                          |
| 2005        | Seub Sao Rao Ruk                                | Young Detective of Love              | Alin Hathaikaew                         | Channel 7 | Rapeepat Eakpankul                                                |
| 2006        | Plik Din Su Dao                                 | Turn the Ground Towards the Star     | Rada                                    | Channel 7 | Sukollawat Kanarot                                                |
| 2006        | Sai Nam Sam Cheewit                             |                                      | Kaeoprayong (nhỏ)                       | Channel 7 | Sukollawat Kanarot                                                |
| 2007        | Aphima Heuma Maha Setee                         |                                      | Ongin "Gin"                             | Channel 7 | Santi Visaboonchai                                                |
| 2007        | Liyam Phet Karat                                | Edge of Diamond's Karat              | Karat                                   | Channel 7 | Tawin Yavapolkul                                                  |
| 2007        | Tookata Lung Labum                              | The Merry Dancing Doll               | Intuon                                  | Channel 7 | Pattarapol Silapajarn                                             |
| 2008        | Wimarn Mungkorn                                 | Dragon Palace                        | Lalla                                   | Channel 7 | Thana Suttikamul                                                  |
| 2008        | Khun Noo Tewada                                 | Miss Angel                           | Alice                                   | Channel 7 | Sukollawat Kanarot                                                |
| 2008        | Muay Inter                                      |                                      | Nuch/Muay Lek                           | Channel 7 | Santi Visaboonchai                                                |
| 2008        | Soo Sang Tawan                                  | Search for the Sunlight              | Linin                                   | Channel 7 | Thanapon Nimsutai                                                 |
| 2009        | Pleng Ruk Kaam Pob                              |                                      | Nokyoong                                | Channel 7 | Wongsakorn Poramathakorn                                          |
| 2009        | Buang Hong                                      | A Lasso for A Swan                   | Pimlapas "Pim"                          | Channel 7 | Veraparb Suparbpaiboon                                            |
| 2009        | Buang Rai Phai Rak                              | The Trap of Evil is Defeated by Love | Paramee "Pram"                          | Channel 7 | Thanapon Nimtaisuk                                                |
| 2010        | Tawan Yor Saeng                                 | Evening Glow                         | Tawan / Yorsaeng Dechabodin / Duangporn | Channel 7 | Veraparb Suparbpaiboon                                            |
| 2010        | Duang Raeng Athitharn                           |                                      | Nanthamon/Worada                        | Channel 7 | Sukollawat Kanarot                                                |
| 2010        | Tur Gub Kao Lae Rak Khong Rao                   | You and Him and Our Love             | Pangrum                                 | Channel 7 | Arak Amornsupasiri                                                |
| 2011        | Tawee Phop                                      | Two Worlds                           | Maneejan "Manee"                        | Channel 7 | Akkaphan Namart                                                   |
| 2011        | Nam                                             | Water                                | Nakhwan                                 | Channel 7 | Veraparb Suparbpaiboon                                            |
| 2011        | Nang Fah Mafia                                  | The Angel and the Mafia              | Maekala "Mae"                           | Channel 7 | Sukollawat Kanarot                                                |
| 2012        | Prik Gub Khur                                   | Pepper and Salt                      | Jeed                                    | Channel 7 | Veraparb Suparbpaiboon                                            |
| 2013        | Prom Daen Hua Jai                               | Frontier of the Heart                | Sopeet "Peet"                           | Channel 7 | Kantapong Bamrongrak                                              |
| 2014        | Peek Mongkut                                    | Crown of the Wings                   | Triapsorn                               | Channel 7 | Wongsakorn Poramathakorn                                          |
| 2015        | Waen Sawat                                      |                                      | Pit / Praewpan                          | Channel 7 | Thanwa Suriyajak                                                  |
| 2015        | Rak Rae                                         |                                      | Wayoon                                  | Channel 7 | Akkaphan Namart                                                   |
| 2016        | Jao Waya Series 2: Pichit Daen Chai             |                                      | Chính mình                              | True4u    | Andrew Gregson                                                    |
| 2016        | True Love Story Series - Love That is Different |                                      | Dr. Bonus / "Bo"                        | True4u    | Worrawech Danuwong                                                |
| 2016        | Tian Mimi Rak Tur Chun Ni Ran                   |                                      | Chính mình                              | True4u    | Popetorn Soonthornyanakij Rhatha Phongam                          |
| 2017 - 2018 | Sri Ayodhaya                                    |                                      | Mae Ying Bussaba                        | True4u    | Ananda Everingham                                                 |
| 2017        | สุภาพบุรุษนายร้อย จปร.                              |                                      | J                                       | CH5       | Wanchana Sawatdee                                                 |
| 2017        | ละครสั้น S2S the series ตอน ดอกไม้แห่งรัก            |                                      | Khuu                                    | CH5       |                                                                   |
| 2019        | Payak Rai Sai Lub                               |                                      | Pink                                    | True4u    | Isariya Patharamanop                                              |
| 2019        | Voice                                           |                                      | Captain Irin                            | True4u    | Andrew Gregson                                                    |
| 2019        | Sri Ayodhaya 2                                  |                                      | Mae Ying Bussaba                        | True4u    | Ananda Everingham                                                 |
| 2020        | Mother                                          |                                      | Tisha                                   | LINE TV   | Chutima Teepanat Penpak Sirikul Apasiri Nitibhon Jetsupa Kruetang |
| 2021        | I Need Romance 3                                |                                      | Najai                                   | True4u    | Thitipoom Techaapaikhun                                           |
| 2021        | Pichit Daen Jai                                 |                                      |                                         | True4u    | Andrew Gregson                                                    |
| 2021        | Signal (Thai ver)                               |                                      |                                         | True4u    | Shahkrit Yamnam & Chanon Santinatornkul                           |

### Sitcom
- Truce.. found love (2007) - Prin (PBS)
- Lock mission of a young man in a dream (2011) - Pancakes

## Giải thưởng và đề cử
| Năm  | Giải                           | Hạng mục                              | Đề cử                              | Kết quả   |
| 2004 | Thai Super Model Contest       | Editor's Choice                       | None                               | Đoạt giải |
| 2004 | Model of the World Contest     | Model of the World                    | None                               | Đoạt giải |
| 2006 | Top Awards                     | Best Rising Actress                   | Plik Din Su Dao                    | Đoạt giải |
| 2006 | Star Entertainment Awards      | Best Rising Actress                   | Plik Din Su Dao                    | Đoạt giải |
| 2006 | Young Generation Choice Awards | Best Rising Actress                   | Plik Din Su Dao                    | Đoạt giải |
| 2006 | Teens Choice Awards            | Seventeen Choice Actress              | Plik Din Su Dao                    | Đoạt giải |
| 2007 | Star Party Anniversary         | Actress of the Night                  | None                               | Đoạt giải |
| 2007 | ZEN Stylish Women's Awards     | Best Dress                            | None                               | Đoạt giải |
| 2007 | Top Awards                     | Best Leading Actress in a Drama       | Liempeth Karat & Tukata Lung Labum | Đề cử     |
| 2007 | Sudsapda Young and Smart Vote  | Best Actress                          | Liepeth Karat                      | Đoạt giải |
| 2007 | Slimming Idol Awards           | Slimming Best Figure                  | None                               | Đoạt giải |
| 2007 | OK Awards                      | Hottest Actress                       | None                               | Đoạt giải |
| 2007 | Teens Choice Awards            | Seventeen Choice Actress              | None                               | Đoạt giải |
| 2007 | Siamdara Star Awards           | Actress of the Year                   | None                               | Đoạt giải |
| 2007 | Popularity Award               | Most Popular Actress                  | None                               | Đoạt giải |
| 2008 | Nine Entertainment Awards      | Most Popular Actress                  | None                               | Đoạt giải |
| 2008 | Sudsapda Young and Smart Vote  | Young and Smart Model                 | None                               | Đoạt giải |
| 2008 | Top Awards                     | Best Leading Actress in a Drama       | Soo Sang Tawan                     | Đề cử     |
| 2008 | Siam Dara Awards               | Best Actress                          | Soo Sang Tawan                     | Đề cử     |
| 2008 | Sharp Awards                   | Most Popular Actress                  | None                               | Đề cử     |
| 2008 | Oho Awards                     | Most Favorite Presenter               | None                               | Đoạt giải |
| 2008 | TV Pool Awards                 | Best Outfit                           | None                               | Đoạt giải |
| 2008 | Star Idol Awards               | Outstanding Performance by an Actress | Soo Sang Tawan                     | Đoạt giải |